# Gamaliel II
Gamaliel II (ca.†117 na Chr.) was nasi (voorzitter) van het Sanhedrin van ca. 80 na Chr. tot aan zijn dood.

## Biografie
Gamaliel II was de kleinzoon van Gamaliël I en de zoon van Simeon ben Gamliel. Hij was de opvolger van Jochanan ben Zakkai.
Na het Beleg van Jeruzalem (70) verhuisde het Sanhedrin naar de stad Javne. In die tijd was er ook een tweespalt tussen de joodse gelovigen, tussen de Beit Hillel en de Beit Sjammai. Daarbij trad hij meermaals in conflict met rabbijn Eleazar ben Azariah. De grote verdienste van Gamaliel II was de verzoening tussen de twee scholen. Rond 95 ging hij met een delegatie naar Rome om de situatie van de joden bij de Romeinse keizer te bepleiten, met succes. 
Tijdens de Kitosoorlog (115-117) waren de joodse opstandelingen gevlucht naar de stad Lydda. Gamaliel II probeerde met de partijen te onderhandelen, maar liet waarschijnlijk het leven bij de bestorming van de stad door de Romeinen (de slachtpartij van Lydda).